# Ivan Đurđević
Ivan Đurđević (serbisch-kyrillisch Иван Ђурђевић; * 5. Februar 1977 in Belgrad, SFR Jugoslawien, in Deutschland auch Ivan Djurdjevic geschrieben) ist ein ehemaliger serbischer Fußballspieler und heutiger -trainer. Er besitzt auch einen portugiesischen Pass.

## Karriere
Ivan Đurđević begann seine Karriere beim FK Rad, wo er von 1995 bis 1997 aktiv war, ehe er nach Spanien zum dortigen Zweitligisten CD Ourense wechselte. Von 2000 bis 2002 war er beim portugiesischen Erstligisten SC Farense unter Vertrag, bis dieser aus finanziellen Gründen abstieg.
Nach dem Abstieg ging er zu Vitória Guimarães, wo er weitere drei Jahre unter Vertrag stand. Danach wechselte er zu Belenenses Lissabon. Für diesen Verein spielte er bis 2007.
Nach insgesamt sieben Jahren auf der iberischen Halbinsel ging Đurđević nach Polen zu Lech Posen. Mit diesem Verein kam der Serbe zu seinen ersten internationalen Einsätzen. Im Rahmen der Qualifikation zum UEFA-Pokal 2008/09 wurde er im Spiel der ersten Runde gegen den Vertreter aus Aserbaidschan, FK Xəzər Lənkəran, eingesetzt. Lech Posen gewann das Spiel mit 1:0. Außerdem schoss er in der UEFA-Cup-Gruppenphase das entscheidende 1:0 gegen Feyenoord Rotterdam, welches Lech die Qualifikation zu den Sechzehntelfinals ermöglichte.
Nachdem er seine Karriere 2013 beendet hatte, war er Assistent und Trainer der U-19 sowie Trainer der zweiten Mannschaft von Lech Posen. 2018 wechselte Đurđević zu Chrobry Głogów. Ab Saisonbeginn 2022/23 war er für Śląsk Wrocław verantwortlich. Am 21. April 2023 wurde er entlassen, als sich die Mannschaft sechs Spieltage vor Saisonende im Abstiegskampf befand.

## Nationalmannschaft
Ivan Đurđević spielte insgesamt fünfmal für die U21-Nationalmannschaft Jugoslawiens.

## Erfolge
- Polnischer Pokalsieger: 2009
- Polnischer Meister: 2010
- Polnischer Supercupsieger: 2009